# Loop8: Summer of Gods
Loop8: Summer of Gods (ループエイト?) è un videogioco di ruolo del 2023 pubblicato da Marvelous per Nintendo Switch, PlayStation 4, Xbox One e Microsoft Windows.

## Trama
Loop8 è ambientato nella fittizia città costiera giapponese di Ashihara durante il 1983.

## Sviluppo
Loop8 è stato annunciato nel corso dell'edizione giapponese del Nintendo Direct. Originariamente previsto per il 2022, il gioco è stato inizialmente rinviato per marzo 2023 e infine distribuito a giugno dello stesso anno.